# Hrabstwo Izard
Hrabstwo Izard – hrabstwo w Stanach Zjednoczonych, północnej części stanu Arkansas. W roku 2000 liczba mieszkańców wyniosła 13249. Stolicą jest Melbourne. Hrabstwo należy do nielicznych hrabstw w Stanach Zjednoczonych należących do tzw. dry county, czyli hrabstw gdzie decyzją lokalnych władz obowiązuje całkowita prohibicja.

## Historia
Powstało 27 października 1825 w czasach Terytorium Arkansas jako trzynaste z kolei hrabstwo. Nazwane na cześć George'a Izarda, gubernatora w latach 1824 – 1828.

## Geografia
Całkowita powierzchnia wynosi 1513 km². Z tego 9 km² (0,57%) stanowi woda.

### Wybrane miejscowości
- Calico Rock
- Franklin
- Guion
- Horseshoe Bend
- Melbourne
- Mount Pleasant
- Oxford
- Pineville

### Sąsiednie hrabstwa
- Fulton – północ
- Sharp – wschód
- Independence – południowy wschód
- Stone – południowy zachód
- Baxter – północny zachód